# 조경 (오대)
조경(趙敬, 생몰년 미상)은 탁군 청원(清苑) 사람으로 조정의 아들이고 조홍은의 부친, 조광윤의 조부이다.

## 생애
당나라 시기 영주(營州), 계주(薊州), 탁주자사를 역임하였다고 한다. 다른 설에 의하면, 조경은 원래 후량에서 벼슬을 지냈으나 후당이 세워지자 그의 아들 조홍은은 화를 피해 낙양 근처 마영(馬營)으로 도주하였다는 것이다. 그러나 정확한 사료는 확인할 수 없고 추측의 영역에 불과한 설이다.
조경의 사망에 관한 기록은 전해지지 않으며, 아들인 조홍은은 처가에서 길렀다고 한다. 960년, 손자 조광윤이 북송을 건국하자 조경을 익조(翼祖) 간공황제(簡恭皇帝)로 추존했으며, 북송 진종이 간공예덕황제(簡恭睿德皇帝)로 개정하였다.